# Vento Seco
Vento Seco é um filme de drama brasileiro, dirigido por Daniel Nolasco e lançado em 2020. O filme é estrelado por Leandro Faria Lelo como Sandro, um tímido operário gay de meia-idade de Catalão, em Goiás, que inicia um encontro sexual casual com seu colega de trabalho Ricardo (Allan Jacinto Santana), apenas para ser consumido pelo ciúme quando Maicon (Rafael Theophilo) posteriormente chega à cidade e se torna um rival pelo afeto de Ricardo.
O filme estreou na seção Panorama do 70º Festival Internacional de Cinema de Berlim.

## Elenco
- Leandro Faria Lelo como Sandro Karnas
- Allan Jacinto Santana como Ricardo Cardoso
- Rafael Theophilo como Maicon Machado
- Renata Carvalho como Paula Astorga
- Del Neto como Neto Machado
- Larissa Sisterolli como Larissa Machado
- Leo Moreira Sá como Cezar Migliorin
- Mel Gonçalves como Rita de Cássia
- Conrado Helt como Ramon
- Gabryel Batista como Peter Schenkenberger
- Norval Berbari como Zé da Lena
- Klisman Borges como Danny Di Cioccio
- Branca Cardoso como Suzana Faiad

## Recepção
Jessica Kiang, da Variety, escreveu que "Tom of Finland tem muito a responder. Suas ilustrações maravilhosamente escabrosas de musculatura masculina protuberante, virilhas tumescentes, bigodes extravagantes e maxilares de granito não apenas definiram a iconografia de uma subcultura gay alegremente irreverente que antes tinha pouca expressão, mas também estabeleceram um ideal de sonho gay hipermasculino que deriva muito de seu poder de sua pura inatingibilidade. Essa lacuna, entre a realidade cotidiana e a fantasia oleada de papai de couro certamente tortura Sandro (Leandro Faria Lelo), o personagem central de Vento Seco, e se é uma que a estreia excêntrica, travessa e explícita de Daniel Nolasco também não consegue preencher, dane-se se não tiver uma boa classificação XXX."
Para o Metro Weekly, Doug Rule escreveu que "Vento Seco se beneficiaria de um maior desenvolvimento e crescimento dos personagens, bem como refinamentos no enredo. No entanto, como está, é exatamente o tipo de filme que qualquer outro ano teria embalado  — e agradado — os frequentadores do festival em uma exibição de cinema tarde da noite. Mas mesmo uma exibição solitária em casa faz com que se aprecie a cinematografia vívida e maravilhosamente renderizada de Larry Machado, o que ajuda a garantir que Vento Seco seja tão visualmente deslumbrante quanto eroticamente carregado. O que é outra maneira de dizer que o filme é tão bonito quanto seu elenco."
Para That Shelf, Manuel Betancourt escreveu que "Da cena de abertura até a deliciosa imagem final, Nolasco coloca os espectadores na paisagem cautelosa da cabeça de Sandro: sua câmera permanece nas virilhas, nas axilas suadas, nos lábios deliciosos e, em suas cenas mais audaciosas, nos membros ingurgitados. Mas sempre há uma apreensão sobre esse olhar. Os olhos de Sandro podem direcionar nossa visão para a miscelânea de homens ao seu redor — incluindo Maicon, um recém-chegado que parece uma figura loira de Tom of Finland feita carne (um Rafael Teóphilo opressivamente esculpido) — mas eles constantemente telegrafam uma hesitação, uma insegurança que revela seus próprios problemas. Mais durões do que aqueles que ele deseja e menos confortáveis em sua própria pele do que até mesmo o colega de trabalho que começa a flertar abertamente com Maicon, para grande desgosto de Sandro (e ganhando a ira do irmão muito machista de Maicon), as fantasias eróticas de Sandro permanecem crivadas com o espectro de dúvida, que acaba animando o conto picante de Nolasco. Com a intenção de expandir os limites de como o sexo (dentro e fora da tela) pode ajudar a conduzir a narrativa, Vento Seco é um sonho febril erótico que também é um retrato melancólico de personagem."

## Prêmios e indicações
O filme foi o vencedor do Grande Prêmio do festival de cinema Chéries-Chéris de 2020.
No festival Iris Prize 2020, Leandro Faria Lelo ganhou o prêmio de Melhor Interpretação Masculina.